# Trjochisbenka
Trjochisbenka (ukrainisch Трьохізбенка; russisch Трёхизбенка Trjochisbenka) ist ein Dorf im Osten der ukrainischen Oblast Luhansk mit etwa 2900 Einwohnern (2001).

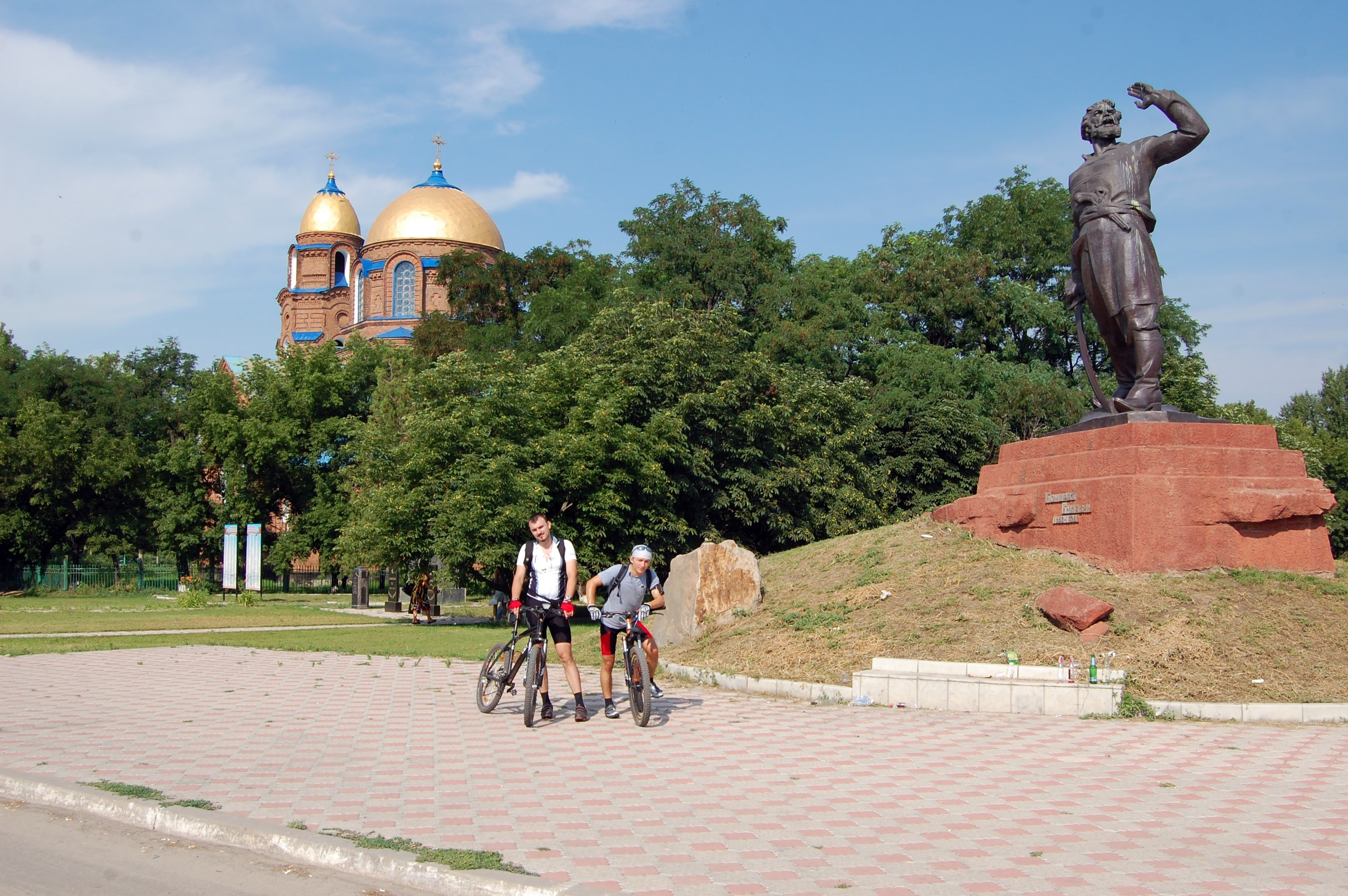
Links die Fürbittekirche der Heiligen Jungfrau und rechts ein Denkmal des Kosakenführers Kondrati Bulawin in Trjochisbenka

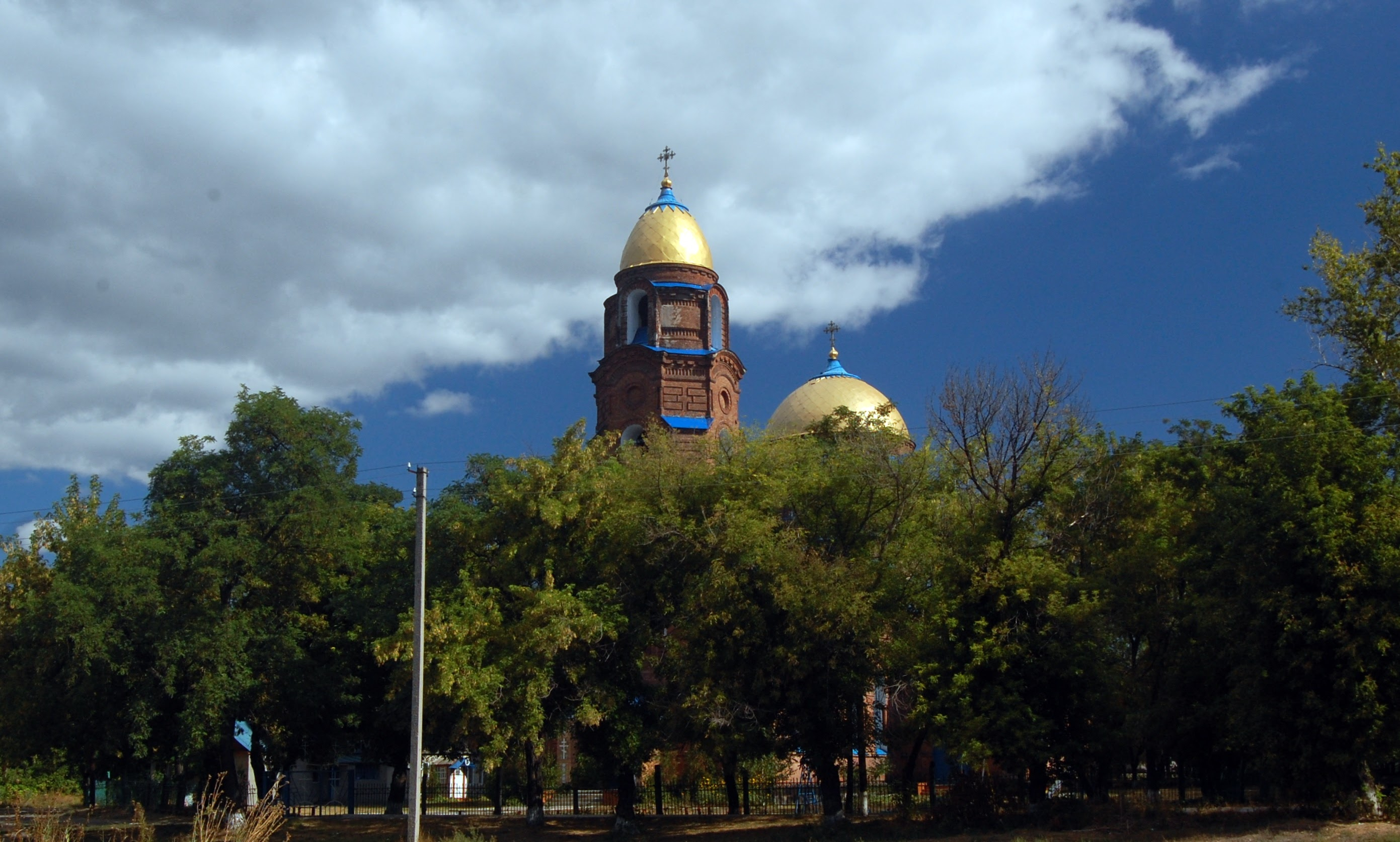
Fürbittekirche der Heiligen Jungfrau

## Geografische Lage
Die Ortschaft liegt auf einer Höhe von 50 m am linken Ufer des Siwerskyj Donez, 28 km südlich vom ehemaligen Rajonzentrum Nowoajdar und 38 km nordwestlich vom Oblastzentrum Luhansk.
Durch das Dorf verläuft die Territorialstraße T–13–15. Das der Ortschaft gegenüberliegende Ufer des Siwerskyj Donez liegt seit 2014 im Gebiet der „Volksrepublik Lugansk“.

## Gemeinde
Trjochisbenka war bis 2020 das administrative Zentrum der gleichnamigen, 102,5 km² großen Landratsgemeinde, zu der noch die Dörfer Krjakiwka (Кряківка, ⊙) mit etwa 450 Einwohnern und Orichowe-Donezke (Оріхове-Донецьке, ⊙) mit etwa 60 Einwohnern gehören. Bis zum 7. Oktober 2014 lag die Gemeinde im Rajon Slowjanoserbsk und wurde dann in Folge des Ukrainekrieges um die Dörfer Lobatschewe (Лобачеве, ⊙) mit etwa 250 Einwohnern und Lopaskyne (Лопаскине, ⊙) mit etwa 130 Einwohnern erweitert und dem Rajon Nowoajdar angegliedert.
Am 12. Juni 2020 wurde das Dorf ein Teil der neugegründeten Stadtgemeinde Schtschastja, bis dahin bildete es zusammen mit den Dörfern Krjakiwka (Кряківка), Lobatschewe (Лобачеве), Lopaskyne (Лопаскине) und Orichowe-Donezke (Оріхове-Донецьке) die gleichnamige Landratsgemeinde Trjochisbenka (Трьохізбенська сільська рада/Trjochiwsbenska silska rada) im Süden des Rajons Nowoajdar.
Seit dem 17. Juli 2020 ist sie ein Teil des Rajons Schtschastja.

## Geschichte
In dem erstmals 1674 schriftlich erwähnten Dorf kam laut der Geschichte der Städte und Dörfer der Ukrainischen SSR der Kosakenführer Kondrati Bulawin zur Welt, der in den Jahren 1707/08 einen nach ihm benannten Kosaken- und Bauernaufstand anführte, an dem sich auch die Bewohner Trjochisbenkas beteiligten, weshalb das Dorf niedergebrannt und 1715 neu besiedelt wurde.
In der heißen Phase des Ukrainekrieges lag Trjochisbenka sechs Monate lang unter Beschuss, weshalb viele Einwohner das Dorf vorübergehend verließen. Im Dorf kamen 18 Menschen ums Leben, 20 Häuser wurden vollständig und 260 teilweise zerstört. Die Brücke über den Siwerskyj Donez wurde im September 2014 zerstört. Auch in den folgenden Jahren kam es immer wieder zu Kriegshandlungen und Beschuss des Dorfes.

## Söhne und Töchter der Ortschaft
- Kondrati Afanassjewitsch Bulawin (* um 1660; † 1708), Kosakenführer